# Førre
Førre eller Førdesfjorden er en by i Tysvær kommune i Rogaland fylke i Norge øst for Haugesund. Byen har 	3.868 indbyggere pr 1. januar 2019, og ligger i enden af Førresfjorden med Kolnes i vest, Stakkestad i nord, Frakkagjerd i øst og Stegaberg i syd og ligger dermed i den vestlige og ydre del af Tysvær kommune.
Førre har formentlig  navnet fra ordet Førde som  kommer af det norrøne firði, som betyder fjord, og navnet Førde er brugt som navn på gårde inderst i fjorde, mange steder i Vestnorge. Førde er også brugt som del af navnet på flere fjorde, og som familienavn. Førre består i dag   af  Førre Terrasse  og  Førre Hageby. Førre kirke, som blev bygget i 1893, ligger i Førre.